# Давыдов, Николай Владимирович
Никола́й Влади́мирович Давы́дов (1773 — 9 (21) января 1823) — российский командир эпохи наполеоновских войн, генерал-майор Русской императорской армии; брат Евграфа Давыдова.

## Биография
Николай Давыдов родился в 1773 году в селе Дубовка Тульской губернии в семье Владимира Семёновича Давыдова.
В 1779 году был зачислен на воинскую службу в Измайловский лейб-гвардии полк, где через пять лет получил звание сержанта. Ещё через год Давыдов в качестве вахмистра был направлен в Конный лейб-гвардии полк, а 1 января 1793 года был пожалован в чин корнета.
21 сентября 1801 года Давыдов получил погоны полковника. 27 июня 1807 года занял место шефа Московского 1-го лейб-драгунского полка.
В 1805 году участвовал в Войне третьей коалиции и был ранен в баталии под Аустерлицем.
В ходе Войны четвёртой коалиции вновь получил ранение в сражении под Фридландом.
Московский 1-й лейб-драгунский полк на начало 1812 года входил в состав 1-й бригады 2-го резервного кавалерийского корпуса барона Корфа 1-й Западной армии. Упомянутой бригадой Давыдов также руководил.
Давыдов принял непосредственное участие в Отечественной войне 1812 года; сражался в Бородинской битве и в бою под Красным.
18 июля 1813 года за боевые заслуги Давыдову было присвоено звание в генерал-майора.
Принимал участие в Войне шестой коалиции и вновь получил ранение в Битве народов, где снова был ранен, затем сражался с Наполеоном во время событий Ста дней.
Полученные раны давали о себе знать и 25 декабря 1815 года Давыдов получил почётную отставку по состоянию здоровья.
Николай Владимирович Давыдов умер в 1823 году в Москве. Похоронен в семейном склепе в селе Аксиньино Тульской губернии Венёвского уезда.